# Louise Thuliez
Louise Thuliez (Preux au Bois, Francia, 12 de diciembre de 1881-París, 10 de octubre de 1966) fue una profesora y licenciada en literatura francesa, y militante de la resistencia durante la Primera y Segunda Guerra Mundial.
Durante la Primera Guerra Mundial, con otros cómplices, en particular Henriette Moriamé, participó en la exfiltración de muchos soldados británicos para que pudieran unirse al ejército francés. Fue detenida por los alemanes el 31 de julio de 1915, condenada a muerte y posteriormente a trabajos forzados de por vida.
En 1940, organizó en Clermont-Ferrand una red de escape hacia Inglaterra.

## Biografía
Louise Thuliez estaba en Saint-Waast-la-Vallée como profesora cuando se declaró la guerra en 1914. Y fue, a partir del 23 de agosto de 1914, cuando los ingleses, escoceses e irlandeses se retiraron tras la batalla de Charleroi, que Louise Thuliez se involucró en la lucha.
Thuliez aseguró el suministro de pan para los habitantes que permanecieron en el pueblo y para los aliados desde el 24 de agosto de 1914. Luego organizó, junto con la princesa de Croÿ, una ruta de escape a los Países Bajos y el Reino Unido. Durante el primer semestre de 1915, hizo cruzar la frontera a más de 170 soldados con la ayuda de Herman Capiau (1884-1957), de la red de Edith Cavell.
Fue en abril de 1915 cuando conoció al arquitecto Philippe Baucq, uno de los propagandistas de la “Palabra del Soldado” (organización de enlace entre soldados en el frente y familias aisladas en los países ocupados), que le permitió dar noticias de sus hijos a familias de Maroilles, Englefontaine y otros pueblos a los que se dirigía.
El número de hombres que tuvieron que cruzar la frontera fue cada vez mayor, la propia Louise Thuliez los llevó a Edith Cavell en Bruselas. Rápidamente resultó muy complicado y peligroso, y fue arrestada el 31 de julio en Bruselas en el apartamento de Philippe Baucq e internada en la prisión de Saint-Gilles.
Fue condenada a muerte el 9 de octubre así como a Philippe Baucq, Edith Cavell, Louis Séverin y Louise de Bettignies, pero fue indultada el 27 de octubre gracias a la intervención del papa Benedicto XV y del rey de España Alfonso XIII. La trasladaron a Cambrai el 14 de noviembre donde compareció ante el ayuntamiento de guerra, que conmutó su condena a trabajos forzados de por vida. Regresó a la prisión de Saint-Gilles el 6 de enero de 1916 y fue deportada a Alemania el 21 de enero del mismo año.
Internada en Siegburg, cerca de Bonn, protestó contra la fabricación de granadas por los prisioneros. Fue liberada el 8 de noviembre de 1918, llegó a Lovaina dos días después y regresó a Saint-Waast-la-Vallée.
En 1924, Louise Thuliez asumió la dirección de una institución para niñas en Saint-Maurice (Valle del Marne).
Louise Thuliez luego hizo campaña por el derecho al voto de las mujeres participando en reuniones en toda Francia.
Publicó sus memorias en 1933 bajo el título Condenada a muerte .
En septiembre de 1939, al comienzo de la Segunda Guerra Mundial, creó el "Hogares del soldado". Y en 1940, una vez más se unió a la resistencia trayendo varios miles de soldados franceses y aliados a través del norte de África e Inglaterra. También suministró medicinas a los maquis de Glières y ayudó a los maquis de Puy de Dôme y Saboya.
Louise Thuliez murió el 10 de octubre de 1966 en París y está enterrada en Saint-Waast.

## Reconocimientos
- Nombrada Caballero de la Legión de Honor el 14 de marzo de 1919
- 1914-1918: Cruz de guerra
- Cita a la orden de la Nación.
- Orden del Imperio Británico
- Medalla de oro de la Legión Americana
- Presidió el Kelly Memorial
- En 1970, el municipio de Preux-au-Bois erigió una estela de granito en medio de un jardín en su memoria.[3]

## Legado
- La plaza de su pueblo natal lleva su nombre.[4][5]

- Una calle en el XIX Distrito de París, calle Louise Thuliez, lleva su nombre desde 1974.[4][5]
- También fueron nombradas en su honor las escuelas primarias de Preux au Bois y Saint Waast la Vallée.[4][5]